# Zaira aureofasciata
Zaira aureofasciata är en tvåvingeart som först beskrevs av Charles Howard Curran 1927.  Zaira aureofasciata ingår i släktet Zaira och familjen parasitflugor. Inga underarter finns listade i Catalogue of Life.